# 김정환 (축구 선수)
김정환(한국 한자: 金正桓, 1997년 1월 4일 ~)은 대한민국의 축구 선수로서 포지션은 공격형 미드필더로 주로 좌우 윙어에서 뛰고 있다. 현 성남 FC 소속이다.

## 클럽 경력
신갈고등학교 3학년을 마치고 2016년 FC 서울에 자유선발로 입단하였다. 2016년 4월 20일 AFC 챔피언스리그 부리람 유나이티드 전에서 FC 서울 선수로 프로 데뷔전을 치렀다. 이어 2016년 8월 28일 전북 현대 모터스와 경기에서 K리그 데뷔전을 치렀다.
2017년 12월 27일 같은 팀의 동료 임민혁과 함께 광주 FC로 이적했다.
2021시즌을 앞두고 K리그2의 서울 이랜드 FC로 이적했다. 2021년 2월 29일에 열린 부산 아이파크와의 리그 경기에서 서울 이랜드 입단 이후 첫 골을 기록했다.

## 수상

### 클럽

#### FC 서울
- K리그1
  - 우승 1회 : 2016

#### 광주 FC
- K리그2
  - 우승 1회 : 2019

## 참고 자료
- 인터뷰-AT마드리드 거절 후 FC서울 택한 악바리